# Pathet Lao

Drapelul Pathet Lao, devenit în anul 1975 drapelul național al Laosului.

Pathet Lao (Statul (poporului) lao, Statul Laos) este numele utilizat de o organizație politică și paramilitară laoțiană, care a luat puterea după Războiul Civil Laoțian. Pathet Lao a fost întodeauna asociat ca apropiat al comuniștilor vietnamezi. 
La origine o formație politică naționalistă și luptând pentru independență, în timpul Războiului Rece, Pathet Lao s-a afirmat progresiv ca o mișcare comunistă prin alianța sa cu Viet Minh și apoi cu Vietnamul de Nord. În timpul Războiului din Indochina și al Războiului Laoțian Pathet Lao a fost echipat, organizat și chiar condus de Armata Nord-Vietnameză.
Principalii conducători al Laosului au fost: Prințul Souphanouvong, Kaysone Phomvihane, Phoumi Vongvichit, Nouhak Phoumsavanh și Khamtay Siphandone.
În timpul Războiului din Indochina și al Războiul Civil Laoțian, Pathet Lao a câștigat treptat teren împotriva guvernului Regatului Laos, înainte de a lua puterea în 1975.